# Nicolas-Jacques Conté
Nicolas-Jacques Conté (4 de agosto de 1755 - 6 de diciembre de 1805) fue un pintor, militar y aeronauta francés conocido por haber inventado el lápiz moderno de grafito y arcilla.
Nacido en Saint-Céneri-près-Sées (hoy Aunou-sur-Orne) en Normandía, y pronto conocido por su genio mecánico, ascendió rápidamente en el ejército napoleónico durante la campaña de Egipto. Napoleón le llamó un "hombre universal, con gusto, entendimiento y genio capaces de crear las artes de Francia en medio del desierto árabe".
Uno de sus intereses ya en Sées fue la naciente ciencia de la aeronáutica. Hizo al menos un globo aerostático de aire caliente con el que voló en una plaza pública, sin particular éxito. Con la reputación que empezaba a ganar como inventor entró en el cuerpo aeroestático en Meudon, que incluía a los pioneros en el uso de globos para observación militar. Contribuyó a depurar la producción de hidrógeno y el manejo del gas en el propio globo.
En Egipto Conté se vio llamado a ejercitar su experiencia en la materia para preparar una ascensión en conmemoración del año nuevo francés el 22 de septiembre de 1798. No pudo prepararlo a tiempo, posponiéndose la ceremonia al 1 de diciembre. Sus esfuerzos rayaron el desastre cuando el globo se incendió y los egipcios pensaron que era un arma de guerra para prender campamentos enemigos. Un segundo intento con un globo más grande llegó a ser visto por 100.000 personas en Esbekia. Probablemente el uso de globos en Egipto se limitó a impresionar a los locales más que a un uso como arma bélica. Abd al-Rahman al-Jabarti, (‘Abd al-Rahman al-Jabarti al-Misri) en sus crónicas dice de la ascensión "Se dice que el aparato era como un velero en que las gentes se sentaban y viajaban a otros países para descubrir nuevas y otras falsificaciones que no aparentan ser verdad.”
Conté es conocido por haber inventado el lápiz moderno, concretamente el modelo que recibe el nombre de Conté por encargo de Lazare Nicolas Marguerite Carnot. La República de Francia sufría un bloqueo económico que le impedía importar grafito de Gran Bretaña, principal productor del material. Carnot pidió a Conté que creara un lápiz que solucionara la dependencia de la importación de grafito. Tras días de reflexionar, tuvo la idea de mezclar grafito con arcilla y rodearlo de cilindros de madera, la forma del lápiz actual, lo que reducía la cantidad de grafito por lápiz. Conté recibió una patente por el invento en 1795 y fundó la société Conté para producir sus crayones.